# Dem Lacus
Il Dem Lacus è una struttura geologica della superficie di Titano.